# Sommernacht am Strand
Sommernacht am Strand (norwegisch: Sommernatt ved stranden; englisch: Summer Night by the Beach), gelegentlich auch Meereslandschaft mit Mond genannt, ist ein Gemälde, das der norwegische Maler Edvard Munch 1902/03 schuf. Es zeigt eine nächtliche Szene am Meer. Zentral sind der Mond und die säulenartige Reflexion seines Lichts auf der Wasseroberfläche.
Nach dem Zweiten Weltkrieg war das Gemälde Gegenstand eines Restitutionsstreits zwischen Alma Mahler-Werfel und Österreich. Das Bild blieb im Besitz des Kunsthistorischen Museums Wien, dann der dortigen Österreichischen Galerie Belvedere. 2007 wurde es an die Enkelin und Erbin von Alma Mahler-Werfel herausgegeben.

## Beschreibung
Das Gemälde zeigt eine nächtliche Szene am Meer. Den Vordergrund bildet ein plan-konkaver, weitgehend horizontal angeordneter Streifen Land und Ufer. Vor allem in Grün und Schwarz sind vorn Büsche oder mit Algen überwucherte Felsbrocken zu sehen, ebenso abgerundete, vereinzelt sehr helle Steinblöcke. Diese Objekte sind in teils pastosem Farbauftrag und starkem Kolorit in organische Formen überführt. Es schließt sich ein Saum aus Schaum oder Restwasser, das sich in hellen Blautönen um die Ufersteine schlängelt, und schwarz dargestellten ufernahen Wellen an. Dieser geht in das lasierend gemalte ruhige Meer über, das ufernah eher in mittelblauen Farben gearbeitet und glasartig dargestellt ist, um dann blau-violette Töne anzunehmen. Der tiefstehende Mond und die säulenartige Reflexion seines Lichts auf dem ufernäheren Wasser bilden die gelbe Vertikalachse. Parallel zum diesseitigen Ufer ist im oberen Viertel des Bildes, unterhalb des Mondes, als leicht gewellte dunkle Linie das dem norwegischen Küstenort Åsgårdstrand gegenüberliegende Ostufer des Oslofjords (damals Kristianiafjord) angedeutet. Es bildet eine zweite Horizontalachse. Über dem jenseitigen Ufer steht der Nachthimmel. Munch hat ihn wie das Meer in nachtblauen Tönen gehalten. Der Künstler signierte unten links in rot mit „E. Munch“.

## Kontext und Einordnung
Munch besuchte Åsgårdstrand von 1889 an regelmäßig, vor allem im Sommer. 1898 kaufte er dort ein Haus von einem Fischer. In Åsgårdstrand traf er befreundete Künstler wie Hans Heyerdahl, Christian und Oda Krohg oder Jappe Nilssen. Viele Werke Munchs verweisen auf diesen Fischer- und Badeort, an dem Munch – so die Worte eines Freundes – „die Landschaft seiner Seele fand“. Zu diesen Werken zählen solche, die das Meer vom Ufer aus, die Uferlandschaft selbst oder Szenen am Meeresufer zeigen.

Åsgårdstrand: Uferszenen (Gemälde-Beispiele)
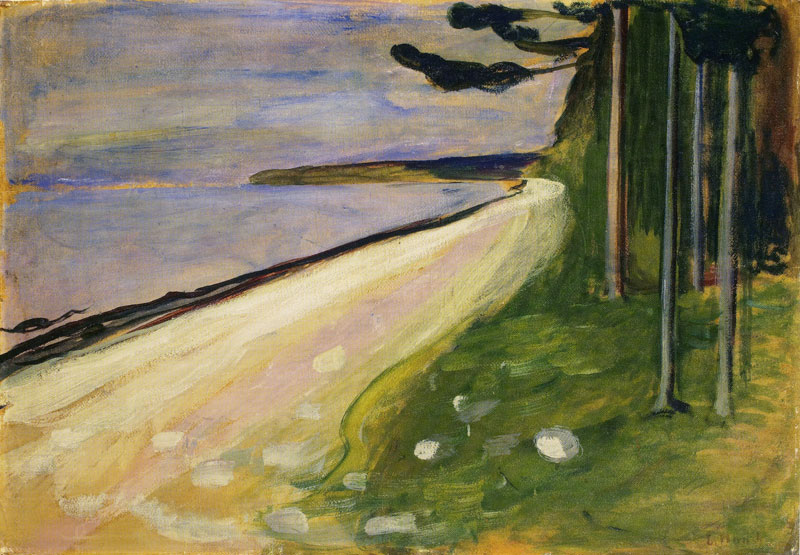
Strand in Åsgårdstrand, 1895, Öl auf Karton, 57,5 × 83,5 cm, Privatsammlung
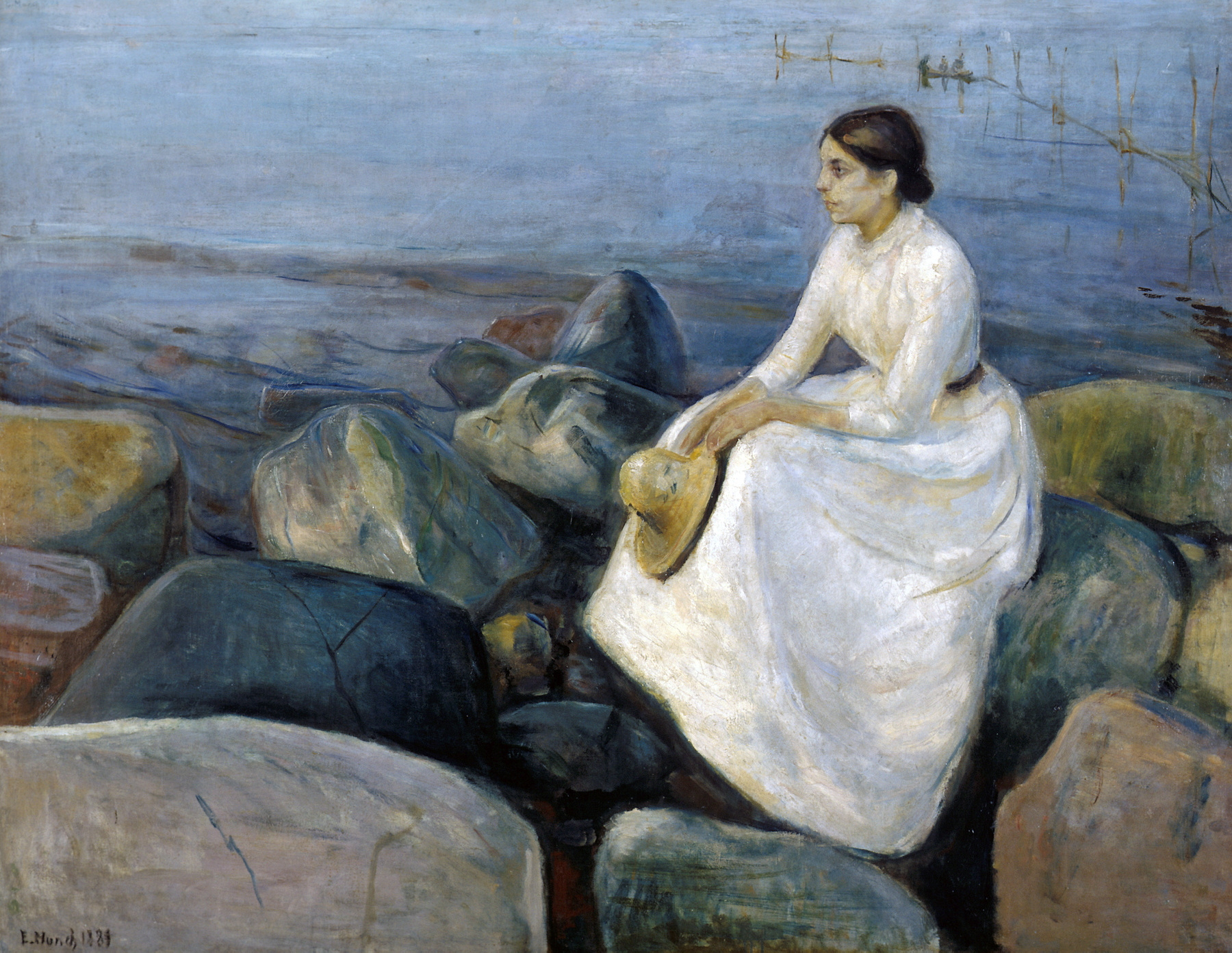
Inger am Strand, 1889, Öl auf Leinwand, 126 × 161 cm, Kunstmuseum Bergen
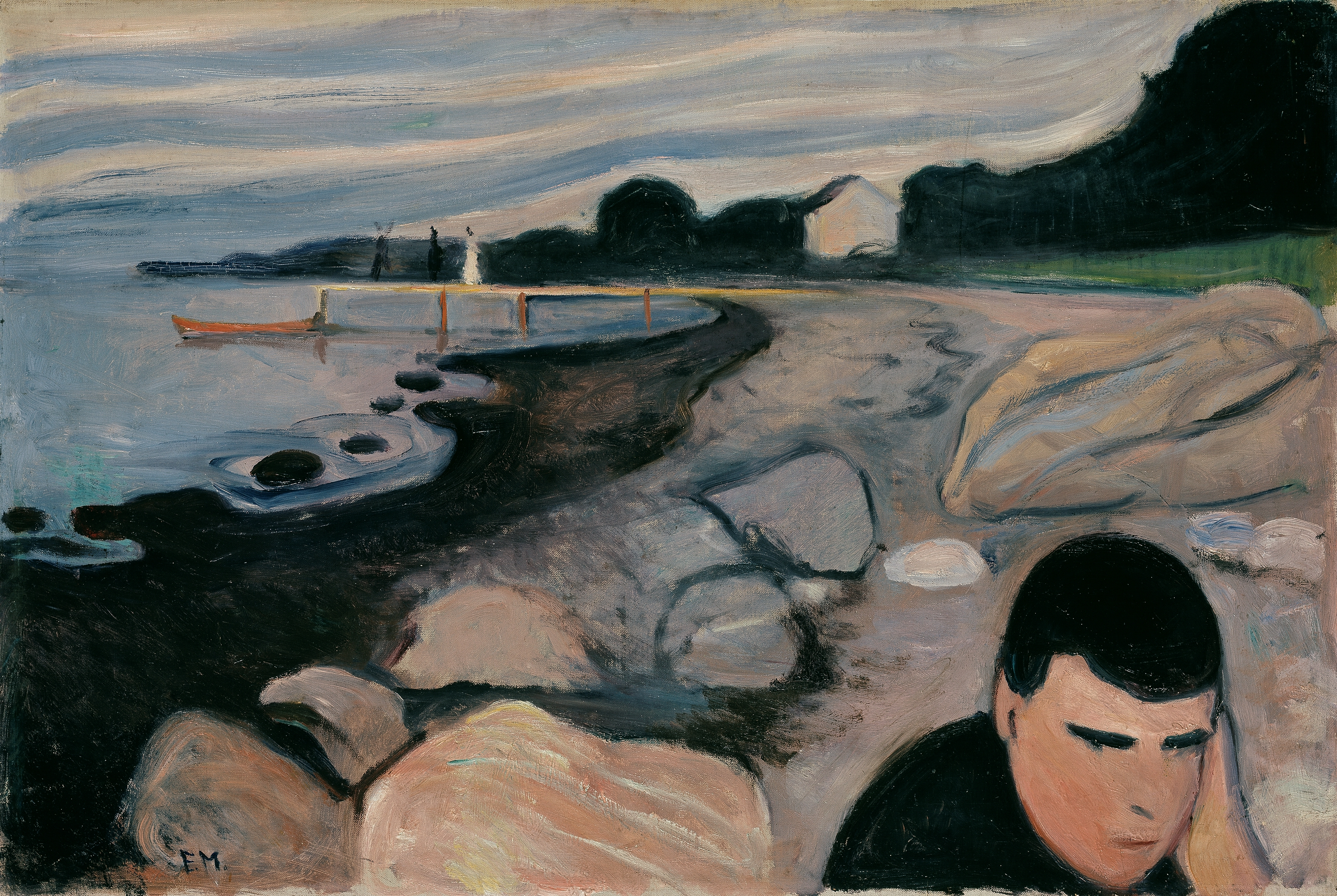
Melancholie, 1892, Öl auf Leinwand, 64 × 96 cm, Norwegische Nationalgalerie
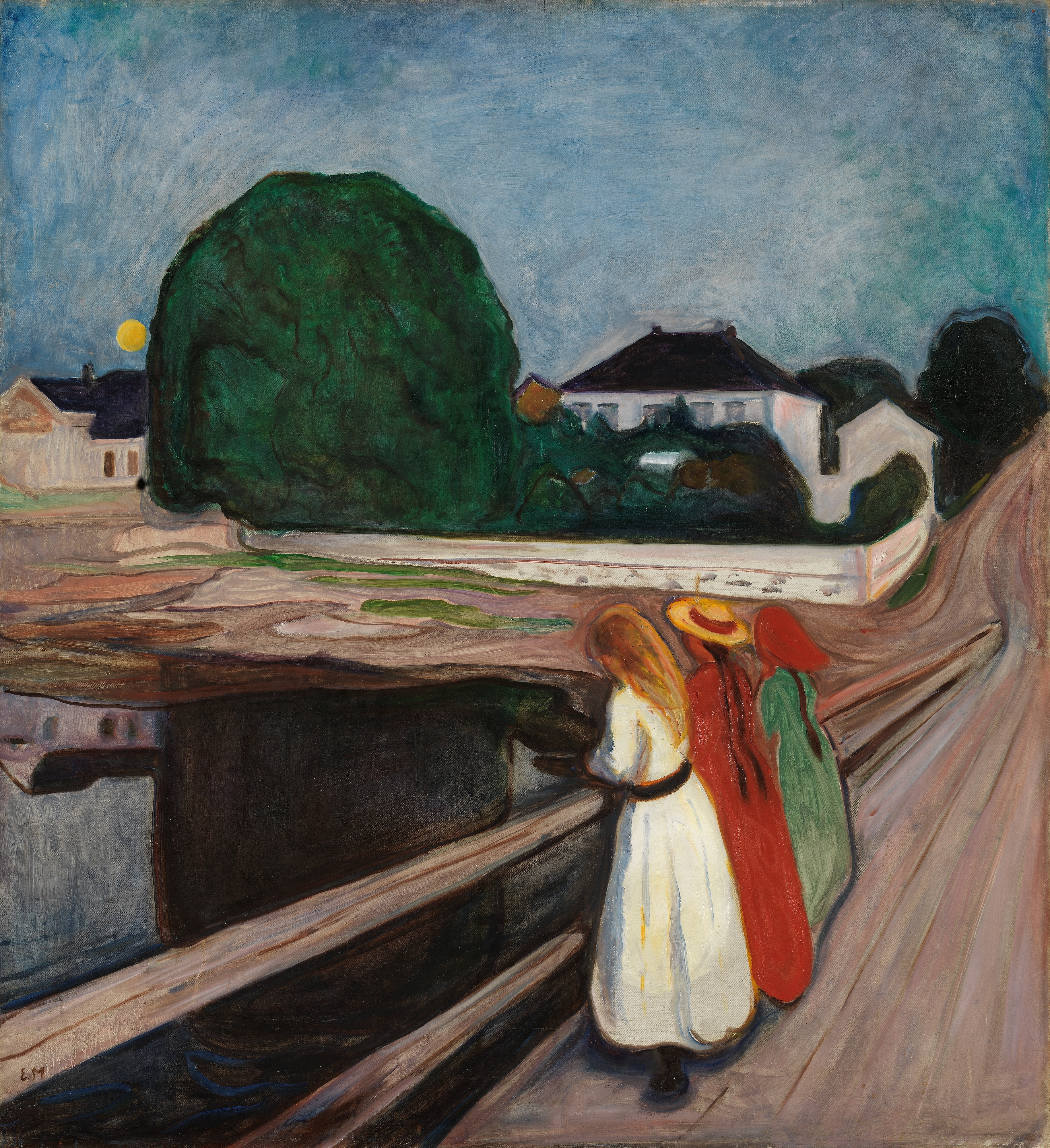
Mädchen auf der Brücke, ca. 1901, Öl auf Leinwand, 136 × 125 cm, Norwegische Nationalgalerie

Das Ufer beziehungsweise Uferlinien gelten für den Zeitraum von den 1890er Jahren bis 1930 als Leitmotiv in seinem Œuvre. Das Ufer konnte dabei Kulisse sein für große menschliche Gefühle, beispielsweise Trennungsschmerz oder Melancholie. Es war zudem häufig ein Protagonist oder Mitakteur mit Eigenleben und stand bei Munch aufgrund seiner Veränderungsfähigkeit sowie seiner geschwungenen Konturen für menschliche Lebenslinien in ihren Wandlungen.
Bereits rund zehn Jahre vor Sommernacht am Strand schuf Munch drei Werke, die von Menschen geschaffene Objekte, belebte und unbelebte Natur sowie Personen im Mondlicht inszenieren – jeweils in Åsgårdstrand. In diesen Gemälden zeigt sich eine Dynamisierung und Abrundung sowie das Organische von Büschen und Steinen. Das trägt ebenso zu den Bildeindrücken bei wie die Stimmung dieser Bilder: Sie wirken geheimnisvoll und unheimlich, unwirklich und unbestimmbar.

Åsgårdstrand: Szenen im Mondschein (Gemälde-Beispiele)
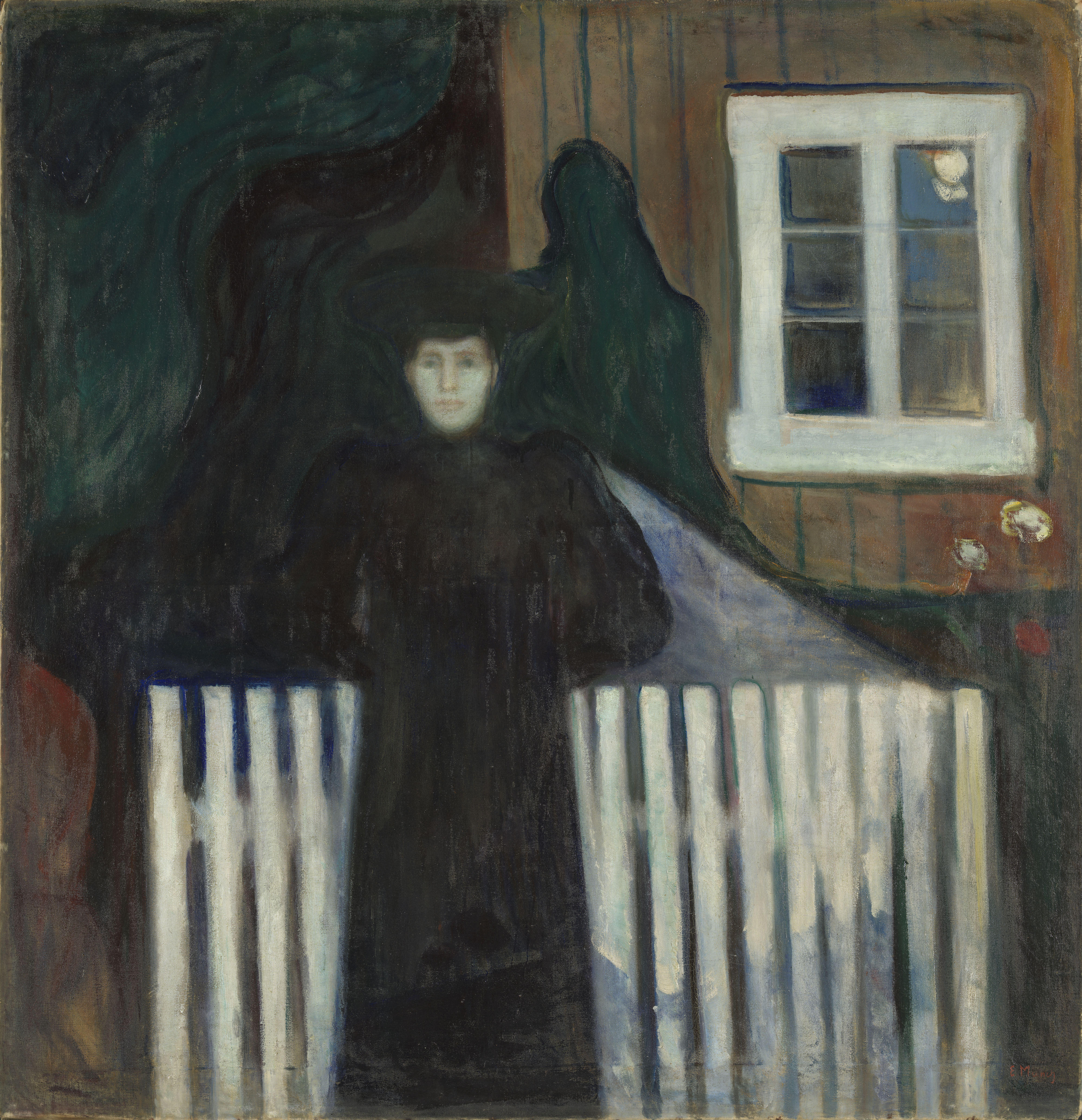
Mondschein, 1893, Öl auf Leinwand, 140,5 × 137 cm, Nationalmuseum Oslo
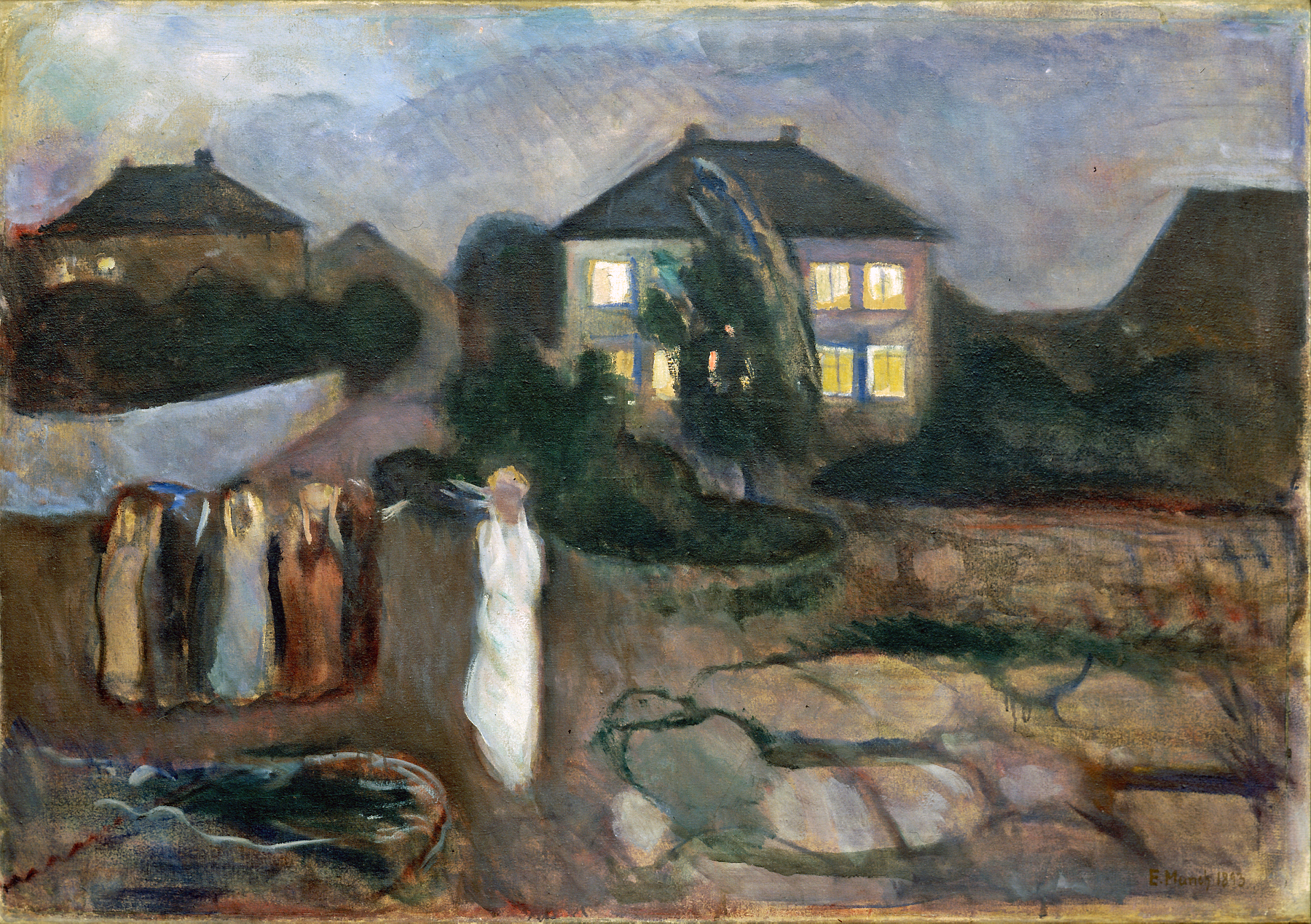
Der Sturm, 1893, Öl auf Leinwand, 92 × 131 cm, Museum of Modern Art, New York City
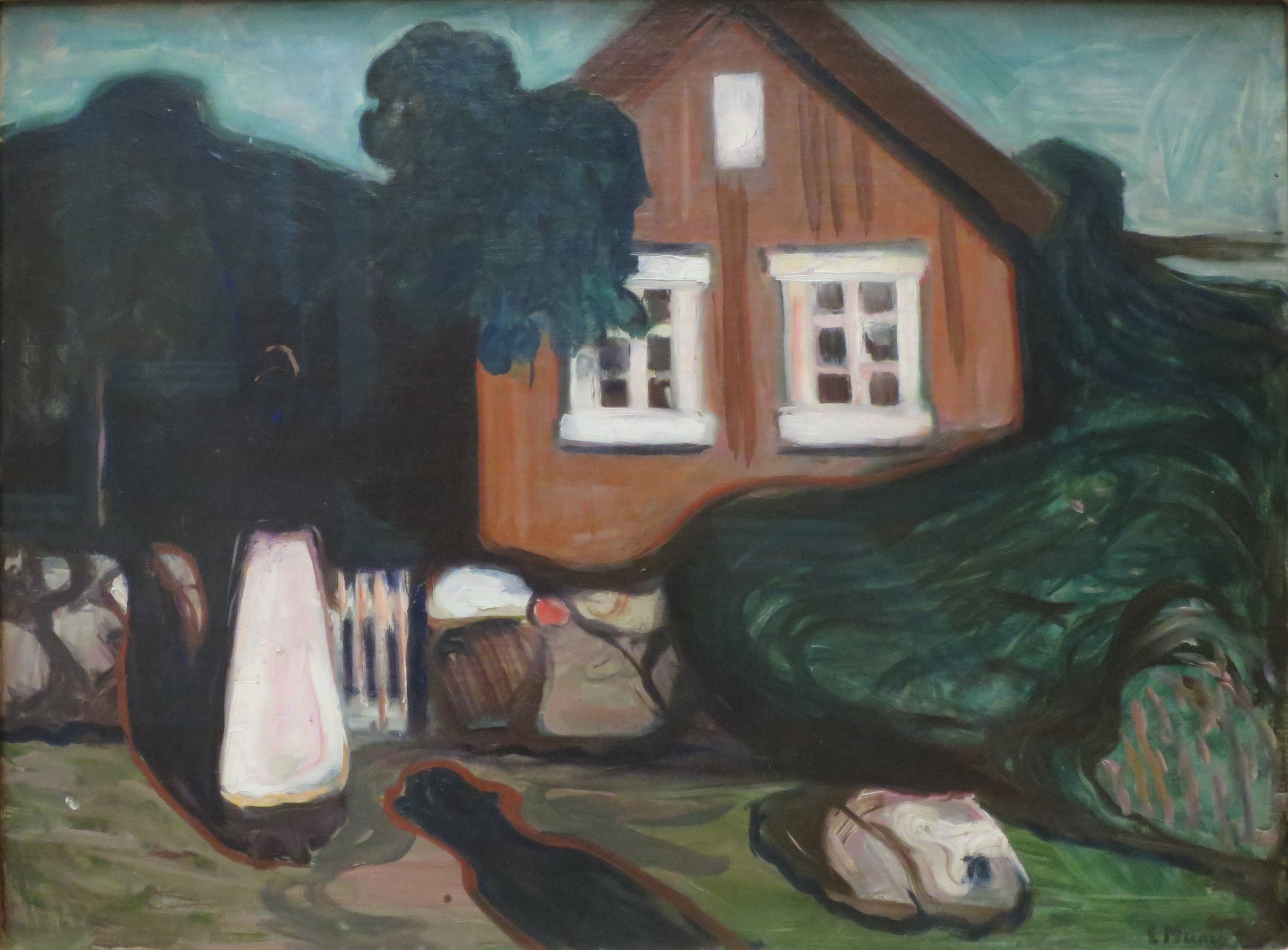
Haus im Mondschein, 1893–95, Öl auf Leinwand, 70,6 × 95,8 cm, Kunstmuseum Bergen

Die in Munchs Werken durch die Darstellung des Mondes und der Reflexion seines Lichts auf der Wasseroberfläche entstehende Form ist mehrfach als Phallussymbol gedeutet worden beziehungsweise als Symbol für das Männliche. Es steht nicht für Freude, sondern eher für bedrohliche Konsequenzen. Munch erlebte keine geglückte Sexualität und keine erfüllte Liebe. Stattdessen quälten ihn gescheiterte Beziehungsversuche. 1902 endete zum Beispiel die lange und aufreibende Affäre mit Mathilde (genannt „Tulla“) Larsen, einer willensstarken, vermögenden, sechs Jahre jüngeren Frau, mit einem Revolverschuss, der Munch das oberste Glied seines linken Mittelfingers kostete. Auch psychisch litt er anschließend noch viele Jahre. Munch heiratete nie und blieb lebenslang allein.

Spiegelung des Mondlichts (Gemälde-Beispiele)
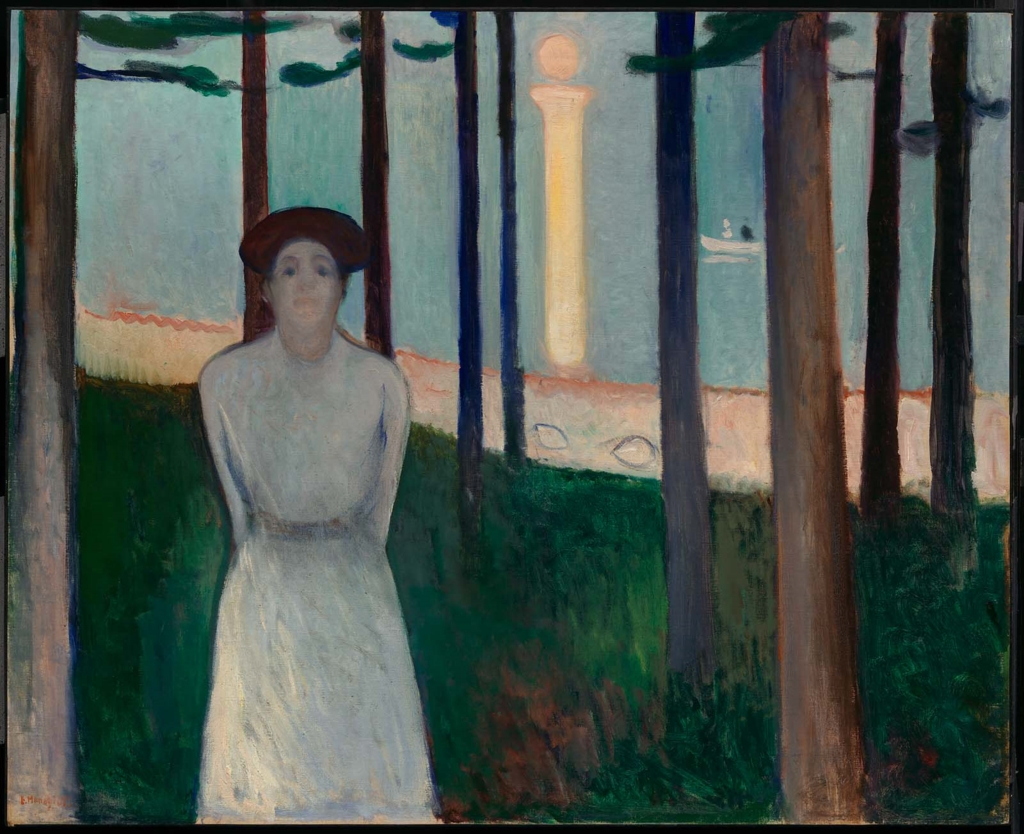
Die Stimme, 1893, Öl auf Leinwand, 88 × 108 cm, Museum of Fine Arts, Boston, Boston
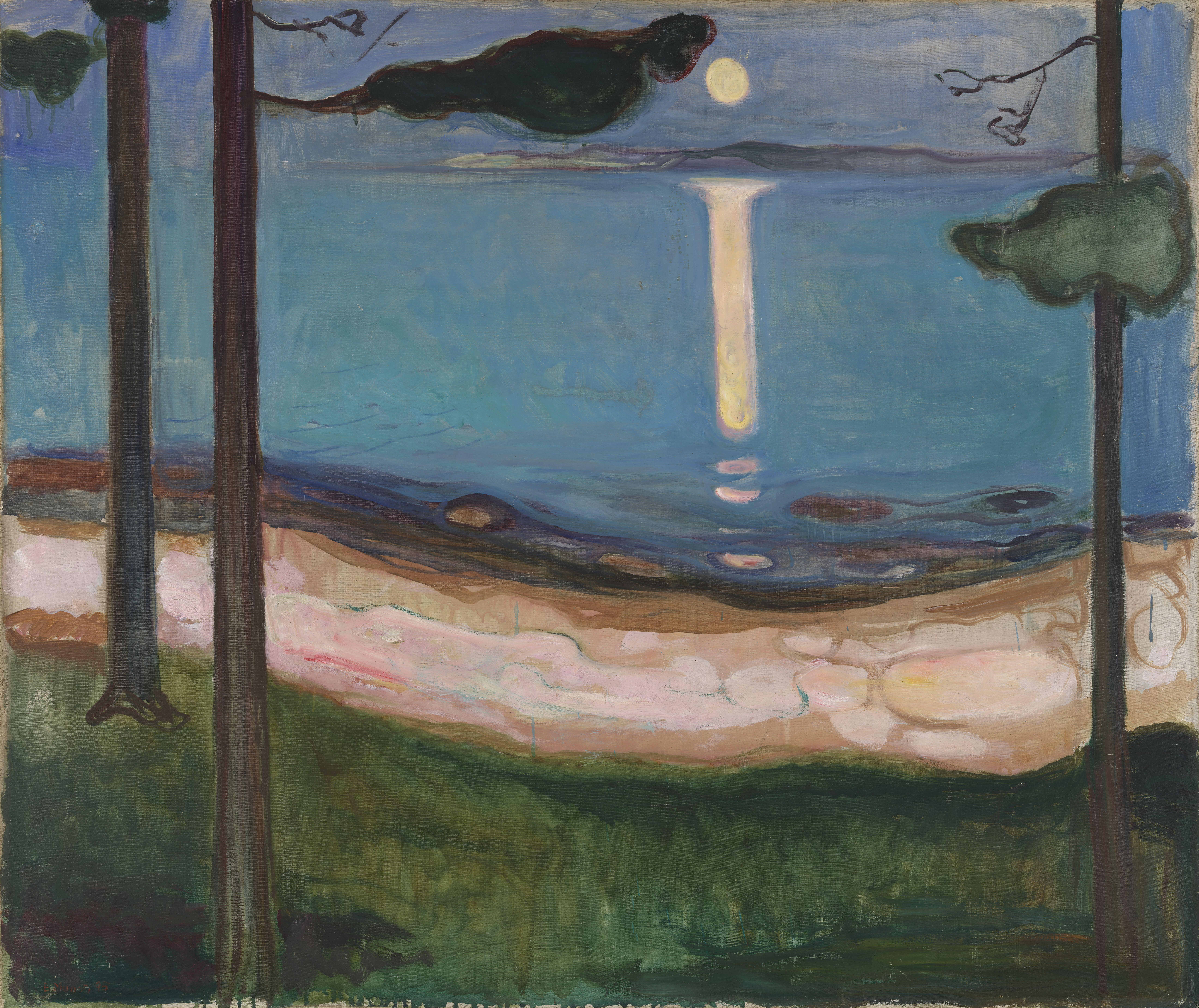
Mondschein, 1895, Öl auf Leinwand, 93 × 110 cm, Nationalmuseum Oslo
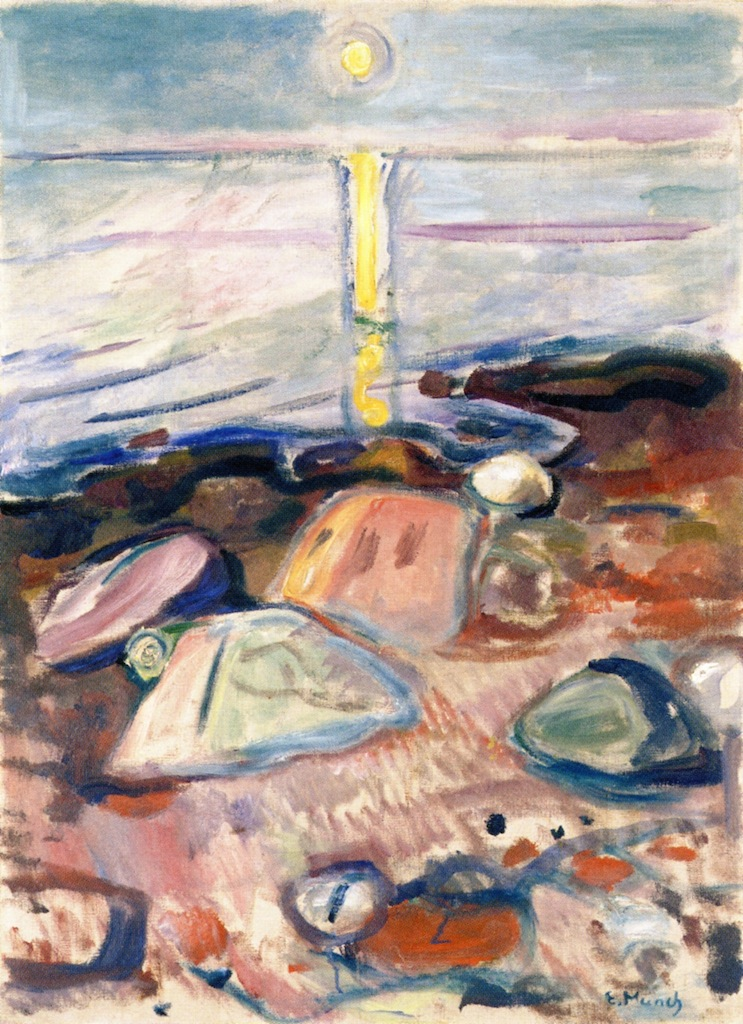
Mondschein am Strand, 1904, Öl auf Leinwand, 90 × 65 cm, Munch-Museum, Oslo

Trotz seiner noch mindestens bis 1909 anhaltenden psychischen Instabilität, die seit 1902 durch Alkoholprobleme begleitet und verstärkt wurde, stellten sich nach der Jahrhundertwende schrittweise Verkaufserfolge ein. Munch nahm beispielsweise mit 20 Bildern, präsentiert in einem eigenen Raum (Saal II), an der 19. Wiener Secession teil, die vom 22. Jänner bis zum 6. März 1904 stattfand und von mehr als 15.000 Menschen besucht wurde. Der Schweizer Maler Ferdinand Hodler war ihr Star, er traf den Geschmack der Wiener Avantgarde. Munch profitierte davon, denn er konnte das dort präsentierte Gemälde Sommernacht am Strand anschließend verkaufen. Dessen streng axiale Komposition war vergleichbar mit Hodlers Präferenz für einen symmetrischen Bildaufbau und Hodlers Vorliebe für dekorative Formen, die sich um die Jahrhundertwende unter anderem in dessen parallelistischen Landschaftsbildern ausdrückten.

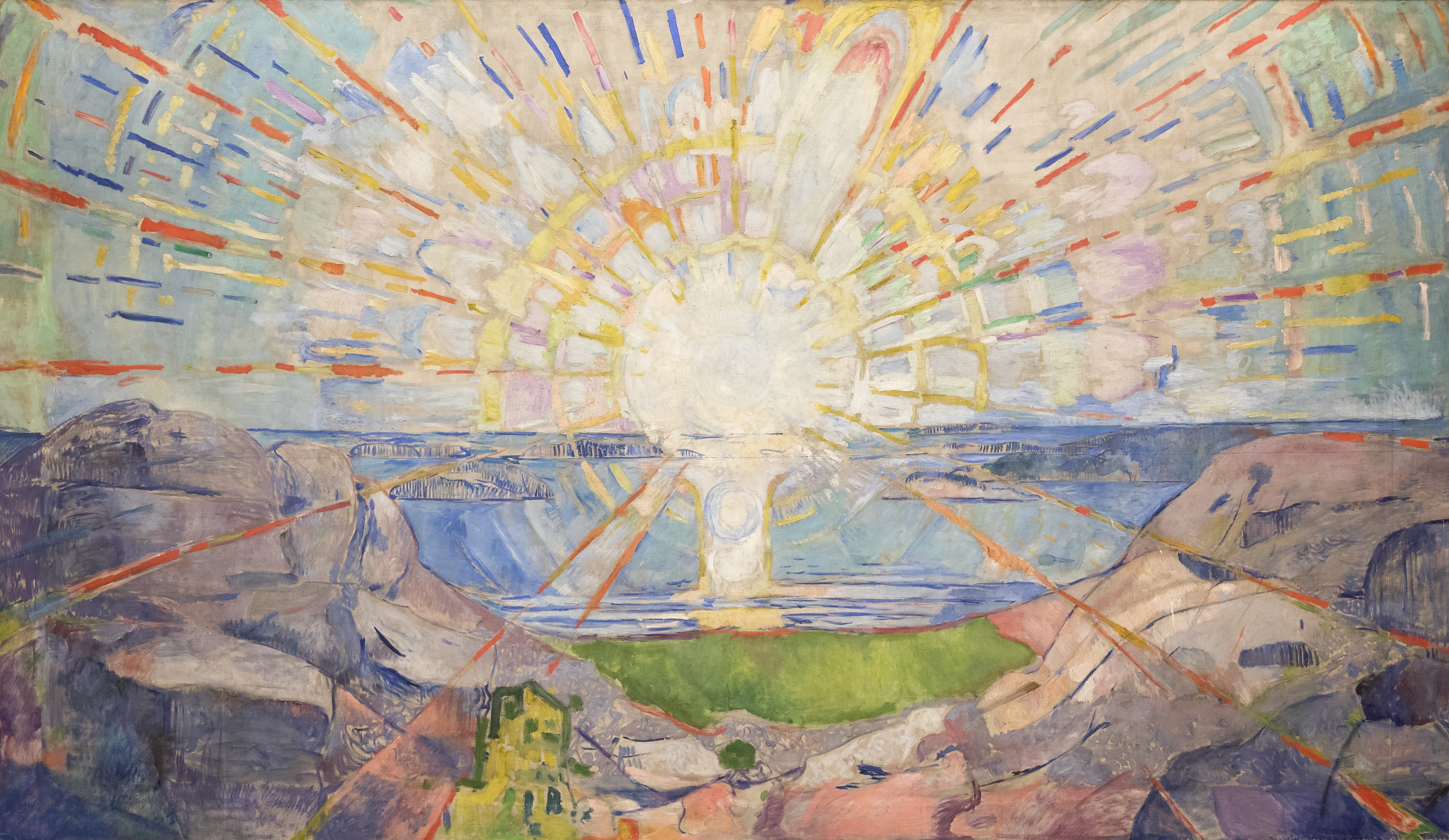
Die Sonne, 1911, Öl auf Leinwand, 455 × 780 cm, Universität Oslo

Der Kunsthistoriker und -experte Eliot W. Rowlands weicht von dieser Kontextualisierung ab. Er sieht in einer Spezialstudie, die die New Yorker Galerie Wildenstein & Co. druckte, im Himmelskörper über dem Fjord die Mitternachtssonne. Das Thema des Munch-Bildes sei eine Sommernacht in Norwegen, daher erscheine es ihm „logisch“, dass hier der Fixstern zu sehen sei; er, nicht der Erdtrabant, stehe über dem Ostufer des Fjords. Diese Deutung macht eine andere Interpretationslinie zugänglich: Insbesondere in Munchs Spätwerk ist die Natur zentral, weniger sind es die negativen Gefühle. Munch und seine Werke wirken optimistischer, dem Leben zugewandt. Die heilende Kraft der Natur, insbesondere der Sonne, gewann für Munch an Bedeutung. Die Stärkung und Freude, die der Künstler beim Malen von Landschaften empfand, zudem die Ehrfurcht vor der Natur, die sich bereits in Sommernacht am Strand gezeigt habe, seien auch in seinem großen Wandgemälde der aufgehenden Sonne über dem Kragero-Fjord ausgedrückt, das er 1911 für die Universität Oslo schuf.

## Verbleib bis zum Ende des Zweiten Weltkriegs

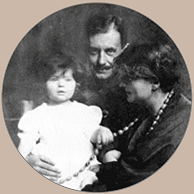
Manon Gropius mit ihren Eltern (1918)

Kurz nach Ende der Wiener-Secessions-Ausstellung von 1904 verkaufte Munch Sommernacht am Strand gemeinsam mit einem weiteren Gemälde an den Privatsammler Carl Reininghaus. Walter Gropius, der zweite Ehemann von Alma Mahler, bat den Wiener Kunstsammler 1916, er möge ihm das Bild verkaufen, damit er es seiner Frau schenken könne. Anlass für diesen Wunsch war die Geburt von Manon, der gemeinsamen Tochter von Mahler und Gropius. Reininghaus überließ Gropius das Bild, der damit seine Frau beschenkte. In ihrer Autobiografie schrieb Alma Mahler-Werfel, kein Bild sei ihr „je so nah gegangen wie dieses“; sie habe sich tagelang in das Gemälde versenken können.
Für eine Ausstellung, die 1937 in der Österreichischen Galerie (heute Belvedere) stattfand, übergab Alma Mahler-Werfel dem Museum Sommernacht am Strand. Diese Leihgabe, die auch vier weitere Gemälde umfasste – von ihrem Vater Emil Jakob Schindler Waldstraße bei St. Gilgen (heute Waldstraße bei Scharfling genannt), Felsenküste von Ragusa, Waldweg in Goisern sowie von Oskar Kokoschka Bildnis der Frau Alma Mahler-Werfel – galt für zwei Jahre. Am 13. März 1938, unmittelbar nach dem Einmarsch deutscher Truppen in Österreich, dem sogenannten Anschluss, floh Alma Mahler-Werfel aus Wien. Die Flucht führte sie und Franz Werfel, ihren dritten Ehemann, über Frankreich und Spanien nach Portugal. Von dort aus setzten sie in die Vereinigten Staaten über und erreichten New York im Oktober 1940.
Am 18. März 1938 bat Carl Moll, der 1904 den Verkauf von Sommernacht am Strand an Reininghaus vermittelt hatte, den gerade erst installierten neuen Leiter der Österreichischen Galerie Bruno Grimschitz um Herausgabe der fünf Gemälde. Moll, Mitbegründer der Wiener Secession und Anhänger des Nationalsozialismus, war der Stiefvater von Alma Mahler-Werfel. Er sei von ihr beauftragt, die Werke wieder für sie zu übernehmen. Sie wurden ihm ausgehändigt. Im Mai 1940 verkaufte er Sommernacht am Meer der Österreichischen Galerie „im Namen Maria Eberstallers“ für 7.000 RM. Maria Eberstaller war seine Tochter und die Halbschwester von Alma Mahler-Werfel. Auf Seiten des Museums war Grimschitz, seit Mai 1938 NSDAP-Mitglied, für den Ankauf verantwortlich.

## Streit um Restitution

### Initiativen von Alma Mahler-Werfel
Nach Ende des Zweiten Weltkrieges unternahm Alma Mahler-Werfel von den Vereinigten Staaten aus Schritte, um wieder an ihr österreichisches Eigentum zu gelangen. Die durch Bombentreffer teilzerstörte Villa Ast, die sich in der Steinfeldgasse 2/Wollergasse 12 im 19. Wiener Gemeindebezirk befand, veräußerte sie bereits 1945 für 40.000 Schweizer Franken. Ihr Begehren auf Rückstellung (österreichisch für Restitution) ihres Domizils in Breitenstein am Semmering (Haus Mahler) war Anfang 1947 erfolgreich.
Seit August 1946 bemühte sie sich um die Rückgabe der Gemälde, die sie 1937 der Österreichischen Galerie für Ausstellungszwecke zur Verfügung gestellt hatte. Sie schrieb in diesem Kontext an Leopold Figl, den Bundeskanzler Österreichs. In seinem Antwortschreiben ging dieser davon aus, der Exilantin schon bald positive Nachrichten senden zu können. Die Österreichische Galerie legte sich jedoch quer und bestritt für Sommernacht am Strand einen Zusammenhang der Leihgabe von 1937 und Ankauf im Jahr 1940. Alma Mahler-Werfel wandte sich nun an das zuständige Bundesdenkmalamt und bestand auf Herausgabe des Munch und der drei Gemälde ihres Vaters. Das Gemälde von Kokoschka erhielt sie 1947 als erstes zurück, nach einer Ausstellung in der Kunsthalle Bern. Es war nicht Teil der Auseinandersetzungen.
Alma Mahler-Werfel beschritt im August 1947 den Rechtsweg und beantragte die Herausgabe der Gemälde, die sich noch nicht wieder in ihrem Besitz befanden. Die Auseinandersetzungen zogen sich bis zum Tod von Alma Mahler-Werfel im Jahr 1964:
- Verhandelt wurde der Fall zunächst von der Rückstellungskommission am Wiener Landgericht. In dieser ersten Instanz wurde ihr Rückstellungsantrag im September 1948 zurückgewiesen. Er hätte sich nach Ansicht der Kommission an Deutschland richten müssen.
- Gegen dieses Erkenntnis legte Alma Mahler-Werfel Beschwerde ein. Die Rückgabeoberkommission Wien folgte dieser Beschwerde im November 1948, hob das Erkenntnis der Erstinstanz auf und wies das Verfahren an die Rückstellungskommission zur Neuverhandlung zurück.
- Das Gemälde Waldstraße bei St. Gilgen wurde 1948 rückgestellt; es ging an ihren Neffen Wilhelm Legler.[53]
- Im zweiten Rechtsgang entschied die Rückstellungskommission im April 1953 zugunsten von Alma Mahler-Werfel und betonte in ihrer Entscheidung unter anderem, dass für die Transaktionen von 1938 und 1940 keine Vollmachten vorgelegen hätten und kein Beweis existiere, dass Alma Mahler-Werfel diese Bilder Carl Moll oder Maria Eberstaller anvertraut habe.
- Die Finanzprokuratur der Republik Österreich legte gegen dieses Erkenntnis Beschwerde ein. Die Rückgabeoberkommission entschied Mitte Juni 1953, den Streit um die Schindler-Bilder zurückzuüberweisen. Die Restitution von Sommernacht am Strand an Alma Mahler-Werfel lehnte sie ab. Das Munch-Gemälde sei Carl Moll beziehungsweise Maria Eberstaller sehr wohl anvertraut gewesen. Zugleich unterstellte sie, Alma Mahler-Werfel habe das Gemälde 1938 sowieso, also unabhängig von der Machtübernahme der Nationalsozialisten in Österreich, verkaufen wollen.[54]
- Noch bevor diese Entscheidung an Alma Mahler-Werfel zugestellt war, schlossen ihr Berater Otto Kallir und Karl Garzarolli, der Leiter der Galerie Österreich, am 1. Juli 1953 einen Vergleich: Das Munch-Gemälde sollte demnach an Alma Mahler-Werfel zurückgehen, im Gegenzug sollte sie die Schindler-Gemälde der Galerie Österreich schenken. Dieser Vergleich stand jedoch unter Zustimmungsvorbehalt des Unterrichtsministeriums.
- Der Vergleich erlangte keine Rechtskraft, denn der Anwalt von Alma Mahler-Werfel hatte gegen die Entscheidung der Rückgabeoberkommission vor der Obersten Rückstellungskommission Beschwerde eingelegt. Sie wurde dort im September 1953 aus formalen Gründen zurückgewiesen: Den Streitwert hatte Alma Mahler-Werfel auf exakt 15.000 Schilling beziffert, er hätte für die Zulassung der Beschwerde darüber liegen müssen. Damit war die Entscheidung der Rückgabeoberkommission von Mitte Juni 1953 in der Auseinandersetzung um die Munch-Restitution endgültig rechtskräftig.
- Die Rückgabe von zwei Schindler-Gemälden zog sich bis 1954, sie gingen anschließend an Alma Mahler-Werfel.
- In den Jahren 1954 bis 1964 gab es noch einige Versuche, zu einem Vergleich zu kommen. Sie scheiterten jedoch alle.

### Initiativen von Marina Mahler
Seit Ende der 1990er Jahre setzte eine zweite Phase von Restitutionsauseinandersetzungen ein. Das galt auch für Österreich, wo nach Mitte der 1960er Jahre kaum noch solche Streitfälle verhandelt oder erörtert worden waren. Den Hintergrund für die zweite Phase bildete ein erheblich veränderter öffentlicher Diskurs. Er zeigte sich in den Debatten um die Zwangsarbeiterentschädigungen, um vermeintlich herrenlose Konten in der Schweiz und um Raubkunst.
Ausgelöst durch die 1998 medial intensiv wahrgenommene Beschlagnahmung von zwei Schiele-Gemälden im New Yorker Museum of Modern Art, Leihgaben der Sammlung Leopoldina, kam es noch am 3. Dezember desselben Jahres zur Washingtoner Erklärung. In Österreich trat das Kunstrückgabegesetz tags darauf in Kraft.
Aufgrund dieses Gesetzes nahm Marina Mahler, Enkelin und Alleinerbin von Alma Mahler-Werfel, 1999 die Bemühungen zur Herausgabe von Sommernacht am Strand wieder auf. Der mit dem Kunstrückgabegesetz von 1998 eingerichtete Kunstrückgabebeirat wies ihren Antrag auf Herausgabe am 27. Oktober 1999 zurück. Das Rückgabeanliegen sei zwar moralisch verständlich, der Rechtsstreit sei jedoch seit 1953 rechtskräftig entschieden.
Seit Ende Februar 2001 gilt in Österreich das Entschädigungsfondsgesetz. Es etablierte in Paragraph 10 die Möglichkeit, rechtskräftige Restitutionsentscheidungen zu revidieren, wenn eine „extreme Ungerechtigkeit“ vorlag.
Vor diesem Hintergrund, vor allem aber ausgelöst durch ein ausführliches Gutachten der Provenienzforscherin Monika Mayer, das deutliche Hinweise auf die Restitutionsfähigkeit von Sommernacht am Strand enthielt, entschied sich Marina Mahler, beim weiterhin zuständigen Kunstrückgabebeirat 2006 erneut die Restitution zu beantragen. Gemeinsam mit dem Antrag legte sie drei von ihr in Auftrag gegebene Gutachten vor. Ihr Anliegen wurde in der österreichischen und der internationalen Presse verfolgt.
Der Kunstrückgabebeirat empfahl der Bundesministerin für Bildung, Wissenschaft und Kultur, damals Elisabeth Gehrer, am 8. November 2006, das Gemälde Sommernacht am Strand „an die Erben nach Alma Mahler-Werfel auszufolgen“, also an Marina Mahler herauszugeben. Zentral für seinen Beschluss war, dass der Kunstrückgabebeirat es als nicht nachgewiesen ansah, dass Alma Mahler-Werfel 1938 Sommernacht am Strand verkaufen wollte. In dieser Hinsicht habe die Rückstellungsoberkommission 1953 eine falsche Annahme getroffen und für eine „extreme Ungerechtigkeit“ gesorgt. Das Medienecho auf diesen Beschluss war ebenfalls groß.
Die Übergabe an Marina Mahler erfolgte schließlich im Mai 2007.

## Private Sale
Marina Mahler veräußerte das Bild über Wildenstein & Co. per Private Sale, einem Verkauf ohne Versteigerung unter Ausschluss der Öffentlichkeit, für deutlich über 10 Millionen Euro an einen amerikanischen Privatsammler.

## Rezeption und Forschungslage
Die Bildinhalte, die Maltechnik oder die Deutung von Sommernacht am Strand spielten in den Medien keine große Rolle. In Munch-Biografien hat das Gemälde ebenfalls keine zentrale Stellung. Sofern Sommernacht am Strand ausgestellt worden ist, finden sich gelegentlich kompakte Bildbeschreibungen in den entsprechenden Katalogen. Im Zuge des Private Sale über Wildenstein & Co. hat deren Senior Researcher Eliot W. Rowlands eine Spezialstudie erarbeitet.
Den Restitutionsauseinandersetzungen wird hingegen sowohl in den Medien als auch in der wissenschaftlichen Literatur größere Aufmerksamkeit gewidmet. Im August 1953 nannte die in New York erscheinende Zeitschrift Der Aufbau die Verweigerung der Rückstellung einen „Justizskandal in Oesterreich“ und sprach von einem „Bilderraub an Alma Mahler-Werfel“. Presseberichte setzten erst wieder ein, als Marina Mahler 1999 und 2006 das Restitutionsbegehren mit Blick auf die veränderte Rechtslage erneut vorbrachte. Dabei unterstützten die Medien eine Restitution. Ähnliches gilt auch für wissenschaftliche Beiträge vor November 2006. Sie stärkten die Position der Erbin in dieser Auseinandersetzung.
Zu den wenigen Stimmen, die sich kritisch äußerten, zählte Oliver Hilmes. In seiner 2004 erschienenen Biografie über Alma Mahler-Werfel sprach er davon, die Beweislage habe 1953 eindeutig gegen sie gesprochen. Zu ihrem Schwiegervater Carl Moll und zu ihrer Halbschwester Maria Eberstaller habe 1938 ein freundschaftliches Verhältnis bestanden; bereits Anfang März 1938 habe Alma Mahler-Werfel Moll beauftragt, Sommernacht am Strand zu verkaufen. Im November 2006 wiederholte er diese Thesen in einem offenen Brief an Elisabeth Gehrer, den Die Presse als Leserbrief veröffentlichte.
Sonja Niederacher legte 2024 eine Studie zur Restitution von Sommernacht am Strand vor. Die Kernthese lautete: Das Restitutionsbegehren von Marina Mahler sei erfolgreich gewesen, weil die Diskursbedingungen 2006 deutlich andere waren als 1953. Vor dem Hintergrund einer veränderten gesellschaftlichen Wahrnehmung von NS-Unrecht seien 2006 nicht allein juristische Fragen wichtig gewesen, sondern auch moralische Erwägungen wie die Frage nach Gerechtigkeit.

## Provenienz und Ausstellungen
| Provenienz: - 1904–1916: Carl Reininghaus (Wien) - 1916: Walter Gropius - 1916–1940: Alma Mahler-Werfel - 1940–1987 Kunsthistorisches Museum Wien - 1987–2006: Österreichische Galerie Belvedere - 2007–?: Marina Mahler - seit?: privat | Ausstellungen (Auswahl): - 1904: Wiener Secession, Wien - 1959: Akademie der Bildenden Künste, Wien - 1962/63: Steinernes Haus, Frankfurt am Main - 1973: Haus der Kunst, München - 1987: Museum Folkwang, Essen - 1987/88: Kunsthaus Zürich, Zürich - 1988: Städtische Kunsthalle, Mannheim - 2003: Albertina, Wien - 2007: Kunsthalle Würth, Schwäbisch Hall - 2013: Nationalgalerie Oslo, Oslo - 2017: Museum Barberini, Potsdam - 2023: Clark Art Institute, Williamstown - 2023/24: Museum Barberini, Potsdam - 2024: Munch-Museum, Oslo |

### Von Marina Mahler beauftragte Rechtsgutachten
- Paul Oberhammer: Rechtsgutachten zur Restitution des Gemäldes „Sommernacht am Strand“ von Edward Munch. September 2006 (PDF).
- Ewald Wiederin: Die Restitution nach dem Kunstrückgabegesetz und ihr Verhältnis zur Rückstellung nach den Rückstellungsgesetzen. Rechtsgutachten im Auftrag von Marina Mahler. August 2006 (PDF – Auszug).
- Franz-Stefan Meissel: Zur Restitution von Munchs Gemälde „Sommernacht am Strand“ im Lichte des KunstrückgabeG 1998. Rechtsgutachten. Dezember 2005 (PDF – Auszug).

### Wissenschaftliche Literatur
- Sonja Niederacher: Von Recht zu Moral. Zur Restitution von Kunstwerken in Österreich von 1946 bis heute. In: Historische Anthropologie. Band 32, Nr. 2, 2024, ISSN 0942-8704, S. 280–301, doi:10.7788/hian.2024.32.2.280.
- Franz-Stefan Meissel: The Restitution of the Munch Painting "Summer night on the beach" under the Austrian Art Restitution Act 1998. In: Wouter Veraart, Laurens Winkel (Hrsg.): The Post-War Restitution of Property Rights in Europe. Comparative Perspectives. Scientia, Amsterdam, Aalen 2011, S. 47–78 (englisch, PDF).
- Gerd Woll: Edvard Munch. Complete paintings. Catalogue raisonné. Band II, 1898–1908, Thames & Hudson, London, New York 2009, Werk Nummer 536 (S. 568), ISBN 978-0-500-09345-0.
- Melissa Müller: Alma Mahler Werfel (1879–1964), Wien. In: Melissa Müller, Monika Tatzkow (Hrsg.): Verlorene Bilder – verlorene Leben. Jüdische Sammler und was aus ihren Kunstwerken wurde. 1. Auflage. Sandmann, München 2009, ISBN 978-3-938045-30-5, S. 184–195 (online).
- Eliot Wooldridge Rowlands: Edvard Munch's Sommernacht am Strand. Its formation and history. Wildenstein and Company (New York, N.Y.) 2008.
- Michael Wladika: „Ersuche ich daher, … in keiner Weise Frau Alma Mahler-Werfel entgegenzukommen.“ Alma Mahler-Werfel im Rechtsstreit mit der Republik Österreich. In: Enteignete Kunst (= Verena Pawlowsky, Harald Wendelin [Hrsg.]: Raub und Rückgabe. Österreich von 1938 bis heute. Band 3). Mandelbaum, Wien 2006, ISBN 978-3-85476-185-3, S. 79–103.
- Franz-Stefan Meissel, Julia Jungwirth: Moralisch verständlich, aber rechtlich nichts zu machen? Munchs „Sommernacht am Strand“ vor dem Kunstrückgabebeirat. In: Enteignete Kunst (= Verena Pawlowsky, Harald Wendelin [Hrsg.]: Raub und Rückgabe. Österreich von 1938 bis heute. Band 3). Mandelbaum, Wien 2006, ISBN 978-3-85476-185-3, S. 104–121.